# Christian Beyer (Rechtsgelehrter)

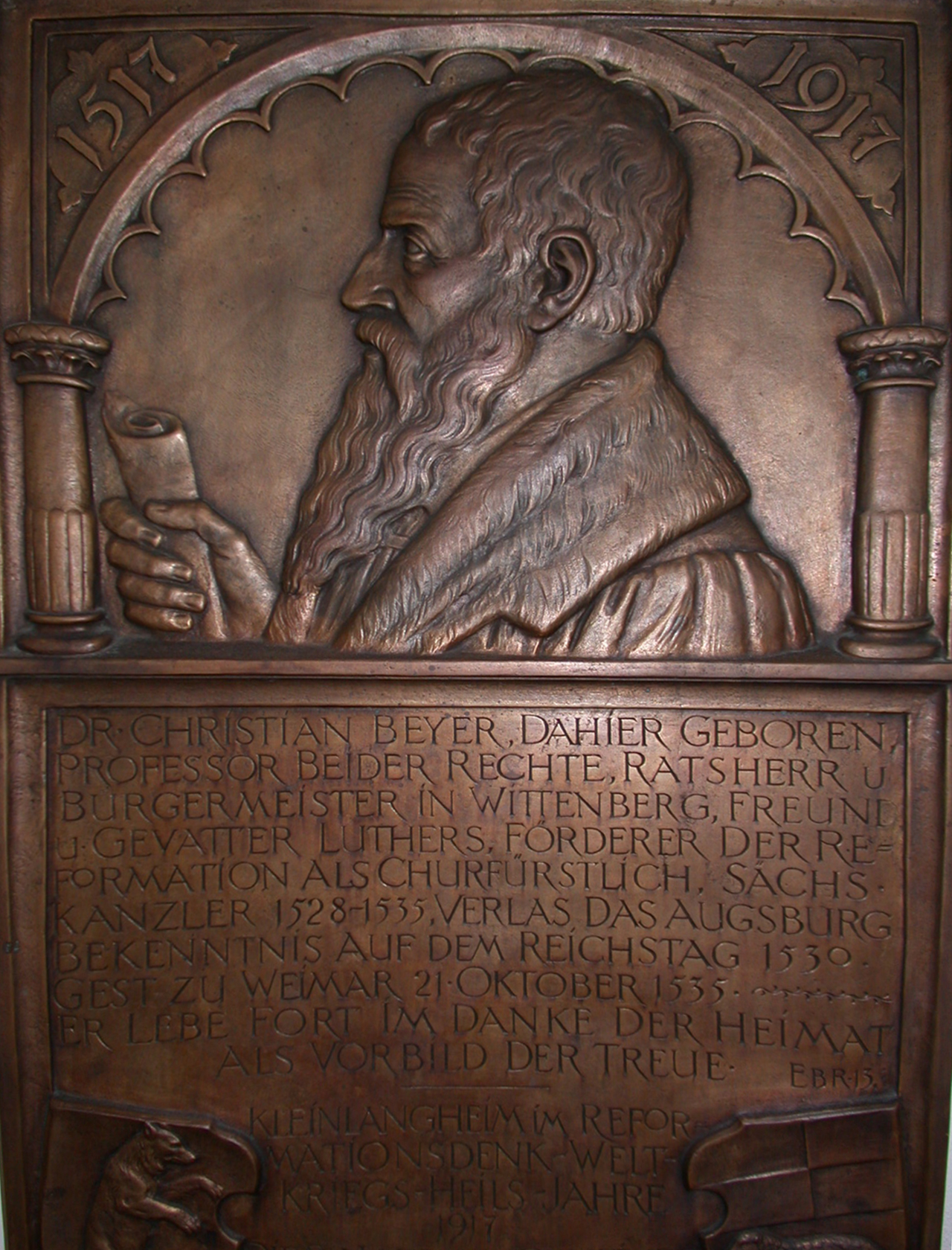
Christian Beyer, Epitaph in der Evangelischen Pfarrkirche St. Georg und Maria in Kleinlangheim

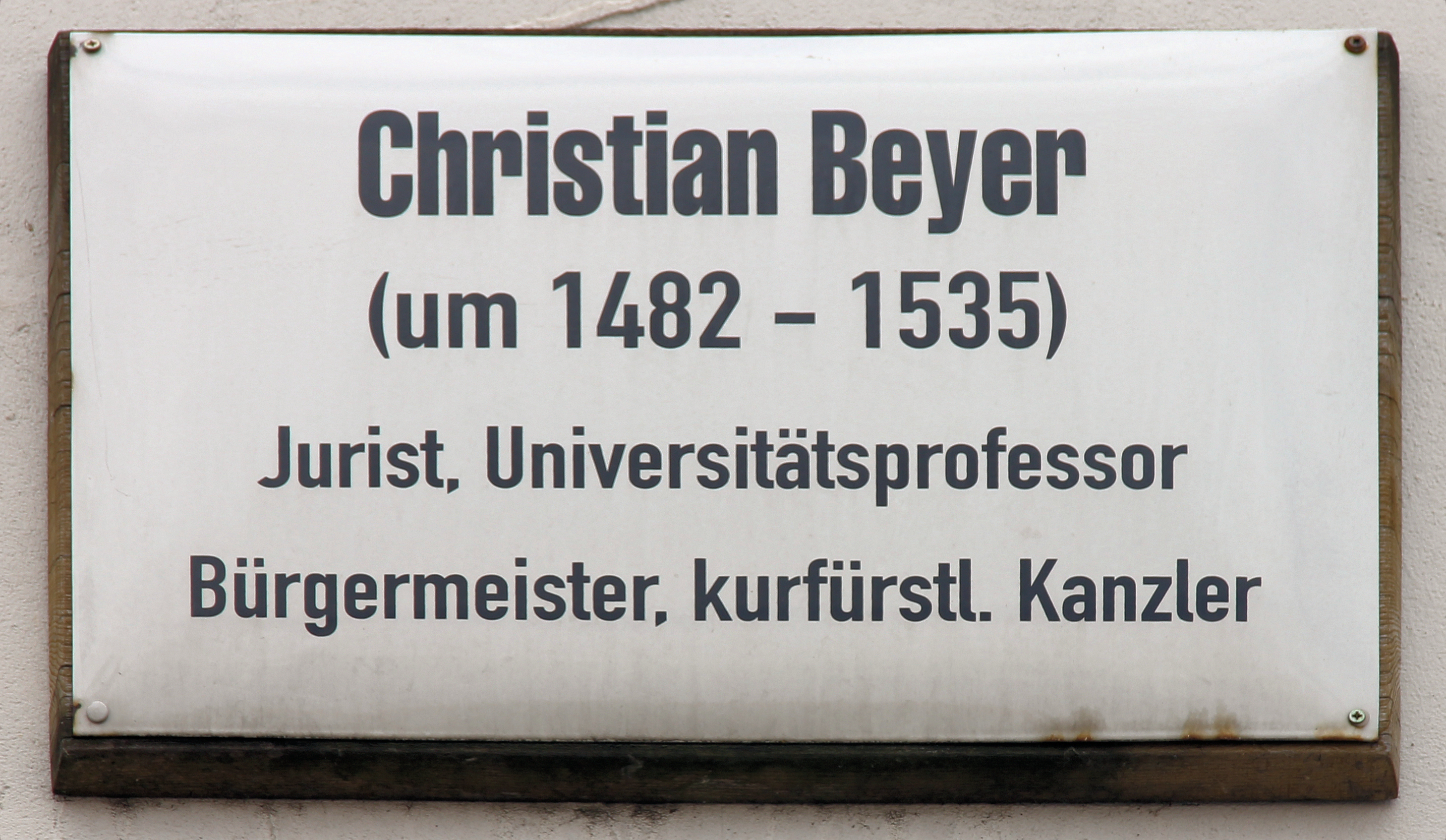
Gedenktafel am Haus Markt 3, in der Lutherstadt Wittenberg

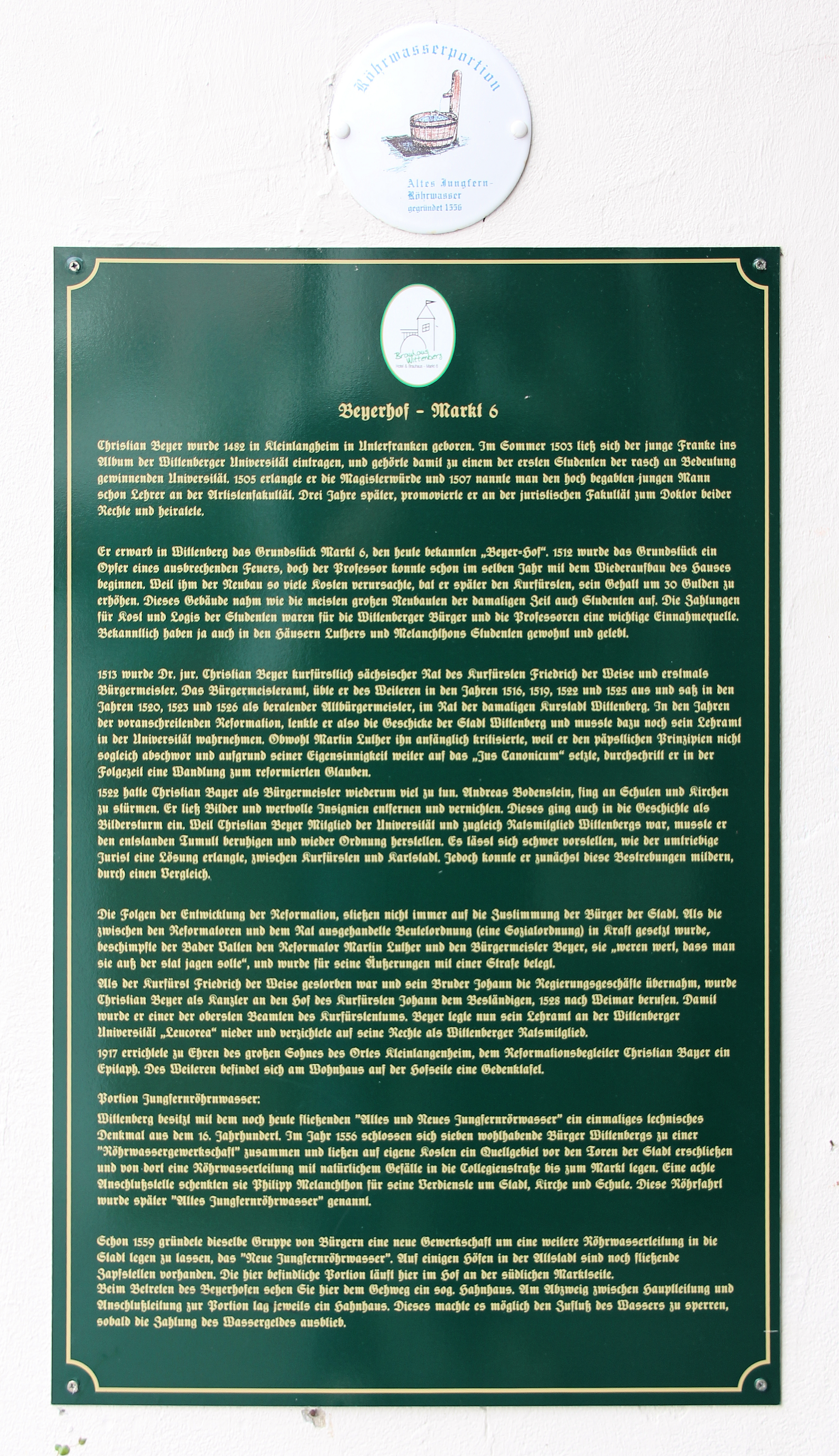
Gedenktafel am Haus Markt 6, in der Lutherstadt Wittenberg

Christian Beyer (* um 1482 in Kleinlangheim; † 21. Oktober 1535 Weimar) war ein sächsischer Kanzler und Rechtsgelehrter. In Urkunden wurden teilweise unterschiedliche Namen bzw. Schreibweisen (Bayer, peyer, Bayarius, Bayoarius, Bavarus, Cristoferus bauari etc.) verwendet.

## Leben
Christian Beyer wurde um 1482 in Kleinlangheim in Unterfranken als Sohn des Schultheißen Hans Beyer geboren und im Wintersemester 1500/01 an der Universität in Erfurt immatrikuliert. Hier erwarb er im Herbst 1502 als Cristanus Beyer de Blanckenhayn den Bakkalarstitel. Im Sommer 1503 ließ sich der junge Franke als Cristannus bauari de lanckhem (i.e. Christianus Baierus, quinomen magnum habet.) ins Album der Wittenberger Universität eintragen und gehörte damit zu einem der ersten Studenten der rasch an Bedeutung gewinnenden Universität. 1505 erlangte er die Magisterwürde und 1507 nannte man den hoch begabten jungen Mann schon Lehrer an der Artistenfakultät. Drei Jahre später promovierte er an der juristischen Fakultät zum Doktor beider Rechte und heiratete. Aus dieser Ehe gingen der Sohn Christian Beyer der Jüngere († 1561) und Barbara Beyer (sie ehelichte später D. Leonhard Stetner, den ansbachischen Kanzler) hervor.
Er erwarb in Wittenberg das Grundstück Markt 6, den heute bekannten „Beyer-Hof“. 1512 wurde das Grundstück ein Opfer eines ausbrechenden Feuers, doch der Professor konnte schon im selben Jahr mit dem Wiederaufbau des Hauses beginnen. Weil ihm der Neubau so viele Kosten verursachte, bat er später den Kurfürsten, sein Gehalt um 30 Gulden zu erhöhen. Dieses Gebäude nahm wie die meisten großen Neubauten der damaligen Zeit auch Studenten auf. Die Zahlungen für Kost und Logis der Studenten waren für die Wittenberger Bürger und die Professoren eine wichtige Einnahmequelle. Auch in den Häusern Martin Luthers und Philipp Melanchthons wohnten und lebten Studenten.
1513 wurde Christian Beyer kurfürstlich sächsischer Rat des Kurfürsten Friedrich der Weise und erstmals Bürgermeister. Das Bürgermeisteramt übte er des Weiteren in den Jahren 1516, 1519, 1522 und 1525 aus und saß in den Jahren 1520, 1523 und 1526 als beratender Altbürgermeister im Rat der damaligen Kurstadt Wittenberg. In den Jahren der voranschreitenden Reformation lenkte er also die Geschicke der Stadt Wittenberg und musste dazu noch sein Lehramt in der Universität wahrnehmen. Obwohl Martin Luther ihn anfänglich kritisierte, weil er den päpstlichen Prinzipien nicht sogleich abschwor und aufgrund seiner Eigensinnigkeit weiter auf das „Jus Canonicum“ setzte, durchschritt er in der Folgezeit eine Wandlung zum evangelischen Glauben.
Im Oktober 1520 gaben Christian Beyer und andere kurfürstliche Räte auf Befehl Friedrich des Weisen ein Gutachten über die Bannandrohungsbulle gegen Luther ab. Sie meinten, dass „die Angelegenheit ungefährlich und dilatorisch zu behandeln“ sei.
1521 begann die Wittenberger Bewegung, in der die Augustinermönche des Klosters Wittenberg die ersten Messen nach päpstlicher Art in der Schloss- und Stadtkirche Wittenbergs abschafften. Luther hielt sich damals in seinem Versteck auf der Wartburg auf und wusste nicht, was seine Ordensbrüder in Wittenberg machten. Als er dies erfuhr, schrieb er ihnen einen Brief. In dieser Mitteilung gratulierte er ihnen und wünschte, dass das Vorhaben glücklich vonstattengehe. Diesen Brief bekamen die Mönche jedoch nicht gleich. Georg Spalatin hielt diesen zurück, aus Sorge, dass Luther dadurch noch mehr Unwillen seiner Gegner hervorrufe. Jedoch war dieser Vorgang zu den Ohren des Hofes gelangt. Der Prior der Augustiner, Konrad Helt, war mit dem Vorgefallenen nicht einverstanden und machte sich für eine Abschaffung der Vorgänge stark. Dabei denunzierte er den Augustinermönch Gabriel Didymun als Rädelsführer der ganzen Bewegung.
Der Kurfürst Friedrich der Weise war über diese Nachricht sehr bestürzt und schickte seinen damaligen Kanzler Gregor Brück an die Akademie, um das Unterfangen zu unterbinden. Jedoch konnten die Augustinermönche den Kanzler davon überzeugen, dass dieses Vorgehen falsch sei, so dass der Kanzler aufgrund einer erfolgten Diskussion seine Position änderte. Jedoch war der Kurfürst mit diesem Ausgang seiner Anweisung, ganz und gar nicht zufrieden. Deshalb beauftragte er Christian Beyer mit der Klärung der Angelegenheit. Allerdings konnte auch Christian Beyer bei den Mönchen nichts erreichen, denn die Mönche hatten eine Überzeugung ihres Gewissens. Anhand dieser Auseinandersetzung wird wohl nicht nur der Kurfürst Friedrich der Weise zum Evangelium konvertiert sein, sondern auch Christian Beyer. Im Anschluss an die erfolgreiche Durchsetzung der Mönche wurden auch in anderen Kirchen diese Veränderungen vorgenommen.
1522 hatte Christian Beyer als Bürgermeister wiederum viel zu tun. Andreas Bodenstein fing an Schulen und Kirchen zu stürmen. Er ließ Bilder und wertvolle Insignien entfernen und vernichten. Dieses ging in die Geschichte als Bildersturm ein. Weil Christian Beyer Mitglied der Universität und zugleich Ratsmitglied Wittenbergs war, musste er den entstandenen Tumult beruhigen und wieder Ordnung herstellen. Es lässt sich schwer vorstellen, wie der umtriebige Jurist eine Einigung zwischen Kurfürsten und Karlstadt erreichte. Jedoch konnte er zunächst diese Bestrebungen durch einen Vergleich mildern.
Die Folgen der Entwicklung der Reformation stießen nicht immer auf die Zustimmung der Bürger der Stadt. Als die zwischen den Reformatoren und dem Rat ausgehandelte Beutelordnung (eine Sozialordnung) in Kraft gesetzt wurde, beschimpfte der Bader Valten den Reformator Martin Luther und den Bürgermeister Beyer, sie „weren wert, dass man sie auß der stat jagen solte“, und wurde für seine Äußerungen mit einer Strafe belegt.
Am 7. Juli 1526 brachte Luthers Gemahlin Katharina von Bora ihren Sohn Johannes Luther zur Welt. Das Kleinkind wurde, gemäß der Sitte noch am selben Tage gegen 16 Uhr in der Stadtkirche vom Diakon Georg Rörer getauft. Unter den Paten, die alle zum engsten Kreis um den Reformator gehörten, sind Johannes Bugenhagen, Justus Jonas der Ältere, Lucas Cranach der Ältere, die Frau des Bürgermeisters Hohndorf Benedikta († 1546) und der kursächsische Vizekanzler Christian Beyer. Luther bezeichnete den Juristen von nun an freundlich neckend als seinen „Gevatter“.
Als der Kurfürst Friedrich der Weise gestorben war und sein Bruder Johann die Regierungsgeschäfte übernahm, wurde Christian Beyer 1528 als Kanzler an den Hof des Kurfürsten Johann des Beständigen nach Weimar berufen. Damit wurde er einer der obersten Beamten des Kurfürstentums. Beyer legte nun sein Lehramt an der Wittenberger Universität „Leucorea“ nieder und verzichtete auf seine Rechte als Wittenberger Ratsmitglied.
In seiner Funktion als sächsischen Kanzler finden wir ihn im Testament des Kurfürsten wieder, das dieser 1529 unterschrieb. Berühmt wurde der sächsische Kanzler weil er am 25. Juni 1530 nachmittags von 3 bis 5 Uhr auf dem Reichstag von Augsburg vor Kaiser Karl V. und den Kurfürsten des römischen Reiches, die deutsche Ausgabe der von Philipp Melanchthons ausgearbeiteten „Confessio Augustana“, in der Kapitelstube des bischöflichen Palastes vortrug. Er las diese laut und weithin vernehmbar vor, so dass die Menge, die dicht gedrängt im Hof stand, durch die offenen Fenster alles Wort für Wort verstehen konnte. Dies ist das erste amtliche und bis heute verbindlich gebliebene Bekenntnis der lutherischen Kirchen.
In seiner Kanzleramtsphase wohnte er 1532 der Erbhuldigung des Kurfürsten Johann Friedrich in Gotha bei, war auf dem Konvent in Braunschweig und konfirmierte die Ratsprivilegien zu Buttelstädt. 1533 war er Zeuge des Lehnbriefes als der Kurfürst Graf Wolff von Barby mit dem Schloss und der Stadt Barby belehnte und unterschrieb die Privilegien von Werdau. 1534 weilte er in dem damaligen Ober-Kranichfeld (heute Kranichfeld), wo er die Lehnbriefe ausstellte. 1535 wurde der Kanzler Christian Beyer Mitglied des Schiedsgerichtes zwischen Kurfürst Johann Friedrich von Sachsen und Herzog Georg von Sachsen, das über die wegen der Herren von Hopfgarten entstandenen Streitigkeiten in Leipzig entscheiden sollte. Vor Beginn der Verhandlungen verstarb er am 21. Oktober 1535 in Weimar. Sein Grundstück ging an seinen Sohn Christian Beyer den Jüngeren über.
1917 errichtete die Gemeinde Kleinlangheim ihm zu Ehren ein Epitaph. Des Weiteren befindet sich am Wohnhaus in der Lutherstadt Wittenberg eine Gedenktafel.

## Familie
Am 3. Oktober 1510 hatte Beyer Magdalena, die Tochter des Wittenberger Bürgermeisters Ambrosius Gertitz geheiratet. Aus dieser Ehe sollen 21 Kinder hervorgegangen sein (eine fragliche Überlieferung). Nach dem Tod von Beyer übernahm Melanchthon die Fürsorge der Kinder. Bekannt sind:
- Christian Beyer der Jüngere († 8. September 1563 in Wittenberg), er heiratete 1541 Sybille, die Tochter des Mediziners Stephan Wild.
- Sibylle Beyer, sie heiratete 1545 Caspar Beyer.
- Andreas Beyer
- Georg Beyer, er heiratete Catharina Albrechts. Er war fürstlicher Rat und Bürgermeister in Gera. Drei ihrer Söhne, Georg, Andreas und Henrich, wurden beim Herzog Johann dem Älteren in Hadersleben (Schleswig, Dänemark) angestellt, eine Tochter heiratete in Flensburg. Ein vierter Sohn, Johannes (Hans) wurde Bürgermeister in Eisenberg. Georg (Jorg, Jörgen) Beyer der Jüngere (um 1522–1587) wurde 1547 Sekretär beim Herzog, heiratete 1553 Magdalena Rickertsen, Bürgermeistertochter aus Flensburg (berühmtes Epitaph in der Sankt-Marien-Kirche in Flensburg), er ist in dem dänischen Dansk Biografisk Leksikon biographiert.
- Ascanius Beyer
- Barbara Beyer († 17. Dezember 1574 in Wittenberg), verheiratet mit dem fürstlich markgräflichen Kanzler zu Ansbach Leonhard Stetner († 19. Januar 1571 in Wittenberg)[3]
- Johann Beyer, Amtsschösser in Altenburg